# بلانش (مترو باريس)
بلانش (بالفرنسية: Blanche)‏ هي محطة مترو تابعة لمترو باريس تقع في فرنسا في الدائرة التاسعة في باريس.[بحاجة لمصدر]

## تاريخ
- فتتحت المحطة في 21 أكتوبر 1902 كجزء من امتداد الخط 2 نورد من إتوال إلى أنفيرس وببساطة كخط 2 من 17 أكتوبر 1907. لم تكن المحطة جاهزة لافتتاح الخط قبل أسبوعين، لذلك مرت القطارات دون توقف. سميت المحطة على اسم Place Blanche (بالفرنسية لـ "المكان الأبيض")، والذي اشتق اسمه من الجبس الذي انسكب في القرن السابع عشر من العربات التي تغادر محاجر مونمارتر، حيث تم تعدينه لإنتاج جص باريس . سميت المكان على اسم Barrière Blanche ، وهي بوابة تم بناؤها لجمع الضرائب كجزء من جدار المزارعين العام ؛ تم بناء البوابة بين عامي 1784 و1788 وهدمت في القرن التاسع عشر. من خمسينيات القرن العشرين وحتى عام 2010، كانت الجدران مغطاة بهيكل معدني مع أعمدة أفقية زرقاء وإطارات إعلانية ذهبية مضيئة. وكان إزالتها جزءًا من برنامج تجديد مترو الأنفاق التابع لهيئة النقل في باريس ، وتم الانتهاء منها بمقاعد بيضاء على شكل صدفة مميزة لطراز موتي .  في عام 2019، دخل هذه المحطة 3,893,362 مسافرًا مما وضعها في المرتبة 122 من بين محطات المترو من حيث الاستخدام.

## خدمات الركاب

### وصول
[ يحرر ]
تحتوي المحطة على مدخل واحد بعنوان Boulevard de Clichy ، يؤدي إلى الحجز المركزي لهذا الشارع، المواجه للرقم 59. يتكون من درج ثابت، وهو مزين بمدخل Guimard ، الذي تخضع عناصره المتبقية للتسجيل كآثار تاريخية بموجب مرسوم صادر في 29 مايو 1978. 

### تخطيط المحطة
[ يحرر ]
| مستوى شارع جي  |                                               |                                               |
| م              | طابق نصفي لربط المنصة                         |                                               |
| مستوى المنصة P | المنصة الجانبية ، سيتم فتح الأبواب على اليمين | المنصة الجانبية ، سيتم فتح الأبواب على اليمين |
| مستوى المنصة P | المنصة 1                                      | ← باتجاه بورت دوفين ( ساحة كليشي )            |
| مستوى المنصة P | المنصة 2                                      | نحو الأمة ( بيجال ) →                         |
| مستوى المنصة P | المنصة الجانبية ، سيتم فتح الأبواب على اليمين |                                               |

### المنصات
[ يحرر ]
محطة بلانش هي محطة ذات تكوين قياسي. تحتوي على منصتين تفصل بينهما مسارات المترو والقبو بيضاوي الشكل. الزخارف من نفس النمط المستخدم في معظم محطات المترو. مظلات الإضاءة بيضاء ومستديرة على طراز Gaudin من renouveau du métro des années 2000 ، وتغطي البلاط الخزفي الأبيض المشطوف الجدران والقبو ومخرج النفق. إطارات الإعلانات مصنوعة من السيراميك الأبيض واسم المحطة مكتوب بخط Parisine على ألواح مطلية بالمينا. المقاعد باللون البرتقالي على طراز Akiko .

### خدمات الحافلات
[ يحرر ]
تخدم المحطة الخطوط 30 و54 و68 و74 والخط السياحي OpenTour من شبكة حافلات RATP ، وفي الليل، N01 وN02 من شبكة Noctilien .

## قريب
[ يحرر ]
تخدم المحطة مولين روج .